# 로우 핀 카운트

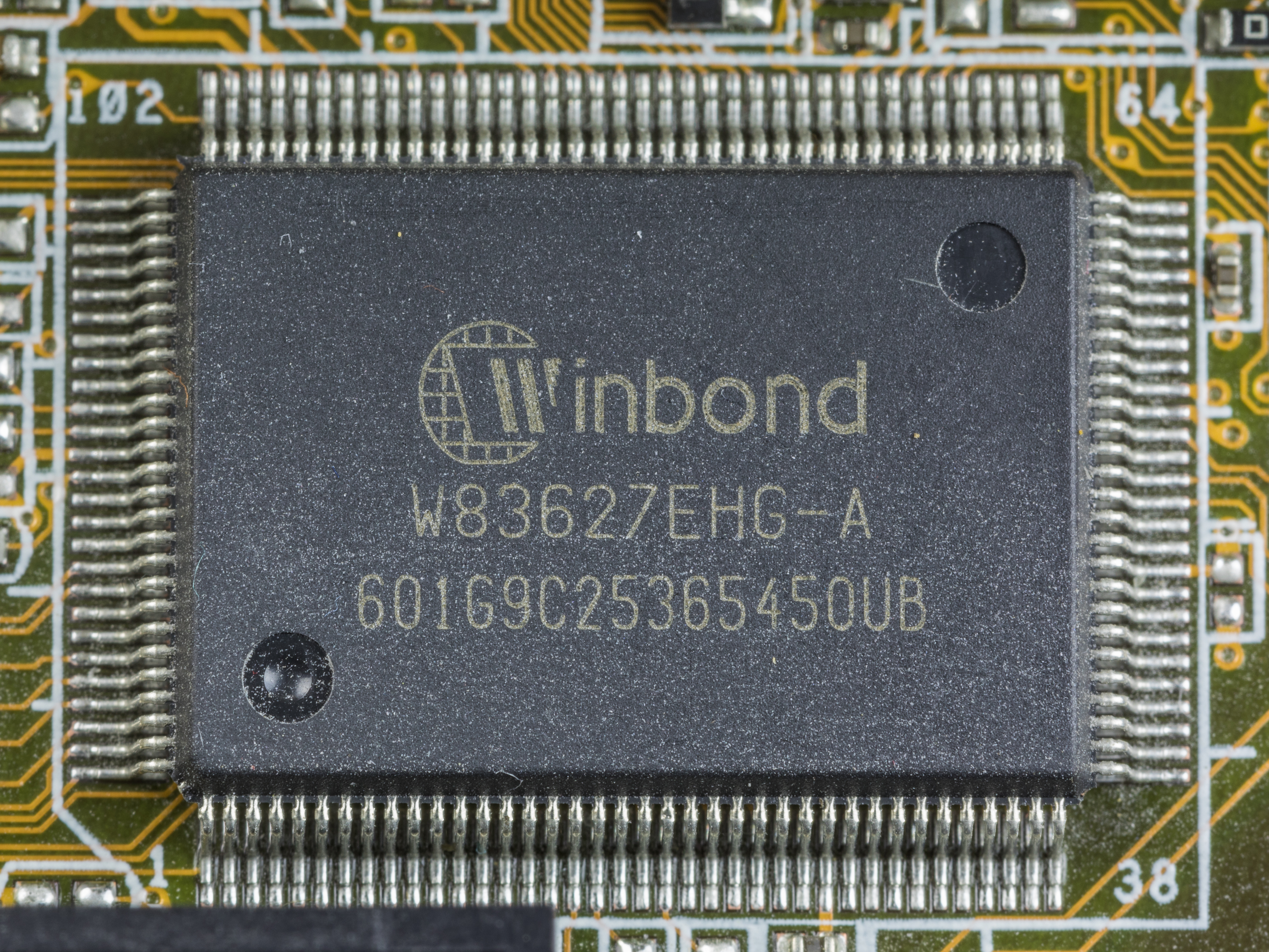
로우 핀 카운트 인터페이스 윈본드 칩

로우 핀 카운트(Low Pin Count, LPC) 버스는 IBM PC 호환기종 개인용 컴퓨터에서 바이오스 ROM(바이오스 ROM은 2006년에 SPI(직렬 주변기기 인터페이스 버스) 버스로 이동됨)과 같은 낮은 대역폭 장치를 CPU에 연결하는 데 사용되는 컴퓨터 버스이다. "레거시" I/O 장치(슈퍼 I/O, 임베디드 컨트롤러, CPLD 및 IPMI 칩에 통합됨) 및 TPM(신뢰할 수 있는 플랫폼 모듈)이다. "레거시" I/O 장치에는 일반적으로 직렬 및 병렬 포트, PS/2 키보드, PS/2 마우스 및 플로피 디스크 컨트롤러가 포함된다.
LPC 버스가 있는 대부분의 PC 메인보드에는 호스트 역할을 하고 LPC 버스를 제어하는 PCH(플랫폼 컨트롤러 허브) 또는 사우스브리지 칩이 있다. LPC 버스의 물리적 와이어에 연결된 다른 모든 장치는 주변 장치이다.

## 같이 보기
- 장치 대역폭 목록
- 직렬 주변기기 인터페이스 버스